# Język farerski

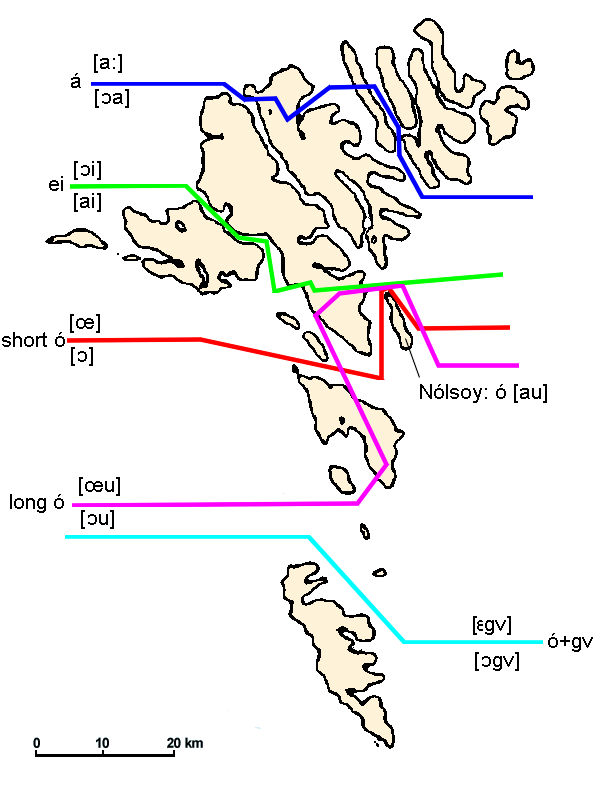
Przebieg izoglos w dialektach farerskich

Język farerski (far. føroyskt mál) – język z grupy skandynawskiej języków germańskich. Posługuje się nim około 48 tys. mieszkańców Wysp Owczych (Farerów) i 25 tys. mieszkańców Danii; łącznie ok. 80 tys. osób. Mowa ta jest najbliższa językowi norweskiemu (odmianie norw. – nynorsk) i językowi islandzkiemu.

## Historia
Napływ ludów germańskich na Wyspy Owcze nastąpił wraz z kolonizacją archipelagu przez wikingów za czasów Haralda Pięknowłosego. Do naszych czasów zachowało się jednak niewiele zabytków piśmiennictwa. Istnieją tylko nieliczne zapisy runiczne, dotrwały jednak przekazy ustne ballad, nawiązujących do tradycji starogermańskiej.
Za czasów duńskiej kolonizacji język farerski nie był przedmiotem zainteresowań naukowców ani literatów. Okres między XIV a XVII wiekiem to głównie tradycja ustna i popularne pieśni kvæði z motywami z mitologii pragermańskiej. Do promowania języka farerskiego przystąpiono dopiero na przełomie XVIII i XIX wieku na fali budzącego się poczucia odrębności narodowej. Jens Christian Svabo zebrał wówczas ballady ludowe, zaś duński językoznawca Rasmus Rask zajął się językiem farerskim w ramach swojej rozprawy naukowej o historii języków germańskich. W latach 1819–1909 ballady ludowe wydawał Wenceslaus Ulricus Hammershaimb (znana jest zwłaszcza jego antologia pt. Færøsk Anthologi, z lat 1886–1891).
W 1906 roku język farerski uzyskał w szkołach na Wyspach Owczych status równouprawniony z językiem duńskim, a od 1939 roku jest on jedynym językiem wykładowym w szkołach i jedynym używanym w farerskim parlamencie (Løgting). Od 1948 r., tj. od otrzymania przez Wyspy Owcze autonomii w ramach Królestwa Danii, język farerski jest językiem urzędowym tego archipelagu. W 1957 roku nadano pierwszą audycję radiową w języku farerskim.
Współcześnie regulacją języka zajmuje się m.in. Farerskie Towarzystwo Naukowe (Føroya Fróðskaparfelag) oraz Farerska Akademia Nauk.

## Gramatyka – uwagi ogólne
- Język farerski jest językiem o silnie rozbudowanej fleksji. Od języka islandzkiego odróżnia go jednak w tym zakresie częstsze występowanie elementów analitycznych – por. isl. hesturinn Jóhans (= „koń Jana”), far. hesturin hjá Jógvani (dosł. „koń u Jana”).

- We fleksji farerskiej oprócz wymiany końcówek istotną rolę odgrywają także przegłosy.

- Język farerski wyróżnia trzy rodzaje zaimka osobowego w liczbie mnogiej: teir („oni”), tær („one” – rodzaj żeński), tey („one” – rodzaj nijaki). Jest to nietypowe wśród języków germańskich.

## Farerskie liczebniki
| Liczebnik | Farerski          |
| --------- | ----------------- |
| 0         | null              |
| 1         | eitt              |
| 2         | tvey              |
| 3         | trý               |
| 4         | fýra              |
| 5         | fimm              |
| 6         | seks              |
| 7         | sjey              |
| 8         | átta              |
| 9         | níggju            |
| 10        | tíggju            |
| 11        | ellivu            |
| 12        | tólv              |
| 13        | trettan           |
| 14        | fjúrtan           |
| 15        | fimtan            |
| 16        | sekstan           |
| 17        | seytjan           |
| 18        | átjan             |
| 19        | nítjan            |
| 20        | tjúgu             |
| 21        | einogtjúgu        |
| 22        | tveyogtjúgu       |
| 30        | tredivu, tríati   |
| 40        | fjøruti, fýrati   |
| 50        | hálvtrýss, fimmti |
| 60        | trýss, seksti     |
| 70        | hálvfjers, sjeyti |
| 80        | fýrs, áttati      |
| 90        | hálvfems, níti    |
| 100       | hundrað           |
| 1000      | (eitt) túsund     |